# 刘竹溪 (1923年)
刘竹溪（1923年—），男，直隶（今河北）保定人，中华人民共和国农田水利学家、教育家，武汉水利电力大学教授。